# Elbe-Urstromtal

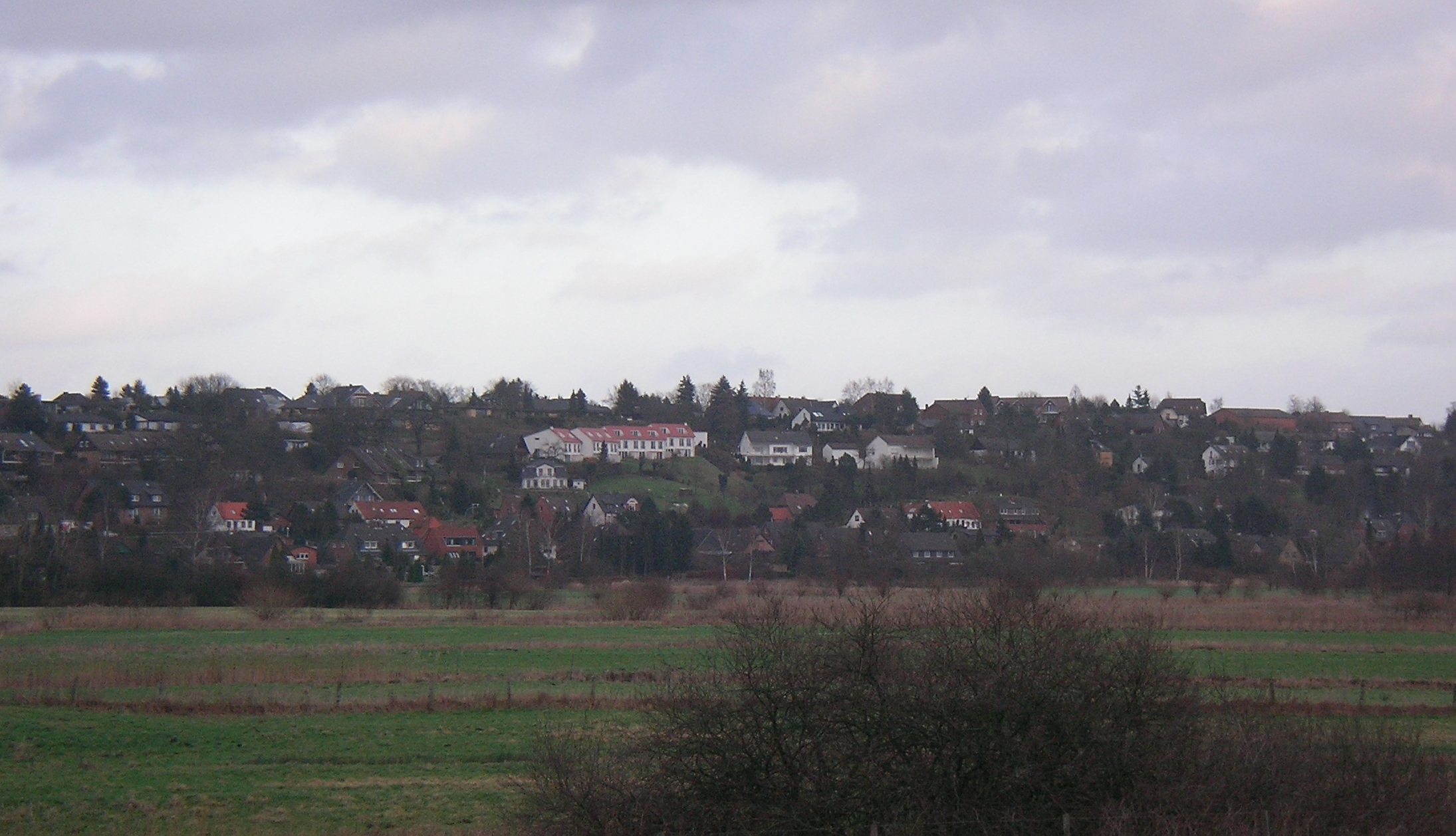
Urstromtal und -ufer bei Escheburg

Urstromtal im Jerichower Land (Genthin)

Das Elbe-Urstromtal ist ein breites Tal im Norddeutschen Tiefland, das in der Weichseleiszeit vom Schmelzwasser des skandinavischen Inlandeises geformt wurde. Die heutige Elbe fließt auf einer Länge von rund 300 Kilometern von Genthin (Sachsen-Anhalt) bis zur Mündung in die Nordsee durch das Urstromtal.

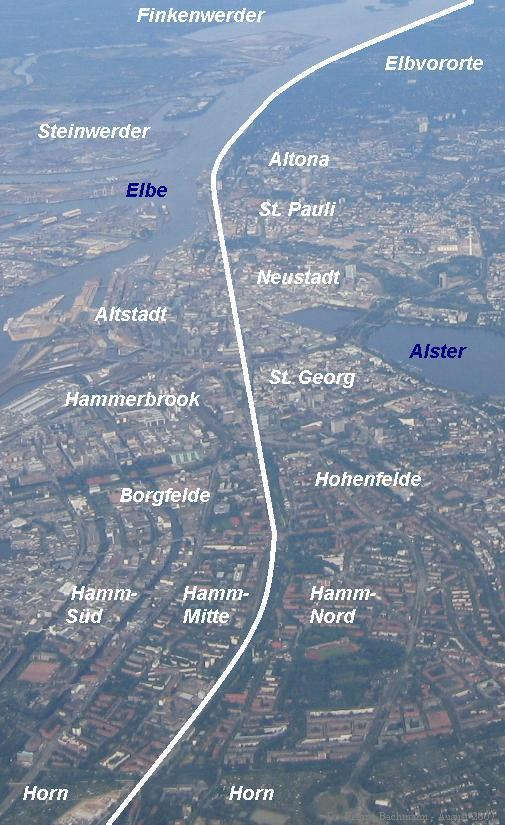
Verlauf des Urstromufers in Hamburg

## Verlauf

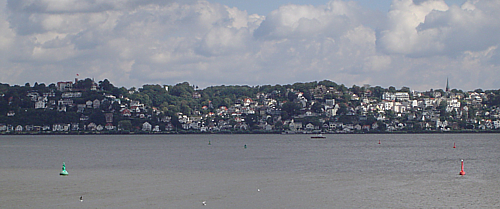
Elbe und Urstromufer bei Hamburg-Blankenese

Das Elbe-Urstromtal ist – im Gegensatz zu anderen Urstromtälern – weder ausgetrocknet noch versandet, sondern führt den heutigen Fluss Elbe etwa ab Höhe der Stadt Genthin. Nordwestlich der Elbmündung bei Cuxhaven setzt sich das Elbe-Urstromtal unterhalb der Nordsee weiter fort und führt südlich an Helgoland vorbei bis zur Weißen Bank.
Besonders im Bereich der Unterelbe ist der ehemalige Verlauf des Urstroms gut zu erkennen. So ist von Hamburg-Bergedorf bis Geesthacht ein bis zu 50 Meter hoher Geesthang verblieben, der das ehemalige Ufer bildete. Auch das heutige Ufer der Elbvororte ist mit dem des Urstroms identisch.

## Geschichte

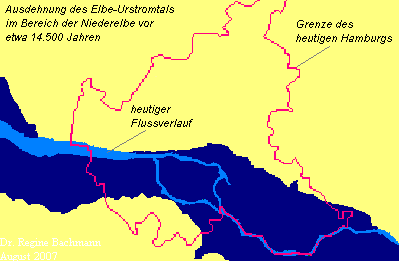
Ausdehnung des Urstromtals im Bereich Niederelbe

Das Elbe-Urstromtal entstand wahrscheinlich zwischen dem kältesten Abschnitt der Weichseleiszeit vor etwa 22.000 bis 18.000 Jahren und dem Ende der Vergletscherung Norddeutschlands vor etwa 14.500 Jahren. Zu dieser Zeit schmolzen die Gletscher; das Elbe-Urstromtal nahm das Schmelzwasser auf und führte es in die Nordsee, die damals bis zu 120 m unter dem heutigen Niveau lag. Die damalige Küstenlinie lag etwa 600 km weiter nördlich.

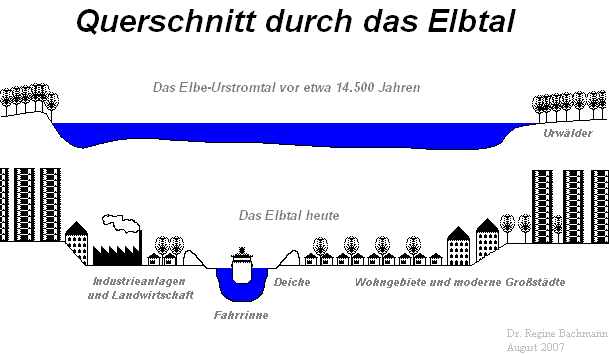
Querschnitt durch das Elbtal

Das Elbe-Urstromtal nahm nacheinander das Schmelzwasser des Glogau-Baruther Urstromtales, Warschau-Berliner Urstromtales und Thorn-Eberswalder Urstromtales auf und führte es in Richtung des Nordseebeckens ab. Im weiteren Verlauf mündeten wahrscheinlich auch die Weser und die Ems in das Elbe-Urstromtal.